# Venlo Caledonian Pipe Band
De Venlo Caledonian Pipe Band is een doedelzakband uit de Nederlandse plaats Venlo.

## Biografie
De band werd opgericht in 1994 als MacLaren Pipeband Venlo, maar veranderde in 2016 haar naam. De bezetting bestaat uit 15 doedelzakspelers en 10 drummers.
De band werd in haar bestaan al regelmatig 2e of 3e op kampioenschappen, en in juni 2023 werd zij in Aberdeen voor het eerst in haar bestaan Europees kampioen.